# Germán Bracco
Germán Bracco (Ciudad de México, México; 22 de agosto de 1998), es un actor de cine, teatro y televisión mexicano. Se dio a conocer en su país natal como «Francisco Portela», personaje principal de la serie de televisión, ¡Yo soy yo!, producida por Canal Once. Y fue galardonado a los Premios TVyNovelas México en la categoría «mejor actor juvenil» por su personaje «Federico Becker», en 2017, en la telenovela de Televisa Caer en tentación. Posteriormente se dio a destacar cómo “Knox Overstreet” en La sociedad de los poetas muertos, obra de teatro dirigida por Francisco Franco, basada en la película ganadora del Óscar a mejor guion en 1989. 
En 2025 participó en la serie Serpientes y escaleras, producida por Netflix y dirigida por Manolo Caro.   

## Filmografía

### Cine
| Año  | Título              | Personaje        | Notas                         |
| ---- | ------------------- | ---------------- | ----------------------------- |
| 2014 | Obediencia perfecta | Quicha           |                               |
| 2015 | Los herederos       | Chacho           |                               |
| 2015 | El violín de Julián | Julián (18 años) | Cortometraje                  |
| 2020 | Viral               | Roberto          | Cortometraje                  |
| 2022 | Háblame de ti       | Chava            | Ópera prima de Eduardo Cortés |

### Teatro
| Año       | Título                      | Personaje                    | Notas                                              |
| --------- | --------------------------- | ---------------------------- | -------------------------------------------------- |
| 2010-2013 | A cada quien su santo       | Varios personajes            |                                                    |
| 2013      | Lo que callamos las mujeres | Varios personajes            | 4 episodios                                        |
| 2013      | Secretos de familia         | Luis                         |                                                    |
| 2015      | El Capitán Camacho          | Camacho jr.                  |                                                    |
| 2016-2018 | ¡Yo soy yo!                 | Francisco Portela            | Elenco principal; 26 episodios, Temporadas: I y II |
| 2017-2018 | Caer en tentación           | Federico "Fede" Becker Cohen | Elenco principal; 98 episodios                     |
| 2018-2019 | Mi marido tiene familia     | Guido Musi                   | Antagonista (temporada 2); 166 episodios           |
| 2019      | La usurpadora               | Emilio Bernal Ponce          | Elenco principal; 25 episodios                     |
| 2020      | Enemigo íntimo              | Manuel Salas                 | Recurrente principal (temporada 2); 60 episodios   |
| 2021      | Buscando a Frida            | Diego Carmona Pons           | Recurrente principal                               |
| 2022      | La flor más bella           | Daniel Martínez              | Elenco principal                                   |

## Premios y nominaciones
| Año       | Título                            | Personaje       | Notas |  |
| --------- | --------------------------------- | --------------- | ----- |  |
| 2018-2019 | La sociedad de los poetas muertos | Knox Overstreet |       |  |
| 2020      | Habitación 306                    | Felipe          |       |  |
| 2020      | Instrucciones para saltar         |                 |       |  |
| 2022      | Prueba Perfecta                   | Pablo           |       |  |
| 2023      | La Golondrina                     | Ramón           |       |  |
| 2024      | Tengo que morir todas las noches  | Alonso          |       |  |

| Año  | Premio                  | Categoría           | Trabajos nominados          | Resultado |
| ---- | ----------------------- | ------------------- | --------------------------- | --------- |
| 2018 | Premios TVyNovelas      | Mejor actor juvenil | Caer en tentación           | Ganador   |
| 2018 | Tv Adicto Golden Awards | Mejor villano       | Mi marido tiene más familia | Ganador   |
| 2019 | Premios TVyNovelas      | Mejor villano       | Mi marido tiene más familia | Nominado  |